# Norrböle, Örnsköldsviks kommun
Norrböle är en by i Anundsjö socken, Örnsköldsviks kommun, i Ångermanland (Västernorrlands län). Norrböle ligger cirka tre kilometer norr om närmaste tätorten Mellansel och en mil öster om Anundsjös största tätort Bredbyn. I Norrböle by bor det cirka 50-100 personer. Sedan 2015 avgränsar SCB en småort i grannbyn Norrmesunda som också sträcker sig in i Norrböle.